# Lloyd Braun
Lloyd Braun (nascido em 1958) é executivo de mídia norte-americano da empresa BermanBrau, e uma das pessoas que está por trás de um grande número de programas de sucesso na televisão norte-americana. O seu maior sucesso foi o programa The Sopranos, criado em parceria com David Chase. Foi diretor do canal ABC no período de 2002 a 2004. Foi demitido do cargo por ter aprovado a exorbitância do custo do episódio Piloto da aclamada série norte-americana Lost, vindo a custar entre 10 e 14 milhões de dólares.